# Kinh Hi
Kinh Hi (chữ Hán: 經希; 1668 - 1717), Ái Tân Giác La, là một Tông thất của nhà Thanh trong lịch sử Trung Quốc.

## Cuộc đời
Kinh Hi được sinh ra vào ngày 21 tháng 3 (âm lịch) năm Khang Hi thứ 7 (1668), trong gia tộc Ái Tân Giác La. Ông là con trai thứ mười bảy của An Quận vương Nhạc Lạc (岳樂), mẹ ông là Tam Kế Phúc tấn Hách Xá Lý thị (赫舍里氏). Năm Khang Hi thứ 21 (1682), tháng giêng, ông được phong tước Hi Quận vương (僖郡王). Năm thứ 39 (1700), tháng 8, ông bị tội nên bị giáng tước Phụng ân Trấn quốc công. Năm thứ 54 (1715), tháng 10, ông thụ chức Đô thống (都統). Năm thứ 55 (1716), tháng 11, thụ Tông Nhân phủ Hữu tông chính (宗人府右宗正). Năm thứ 56 (1717), ngày 5 tháng 8 (âm lịch), giờ Tỵ, ông qua đời, thọ 50 tuổi.

## Gia quyến

### Thê thiếp
- Đích Phu nhân: Phú Sát thị (富察氏), con gái của Đô thống Ni Nhã Hán (尼雅漢).
- Thứ thiếp:
  - Lý thị (李氏), con gái của Lý Hiếu (李孝).
  - Y Nhĩ Căn Giác La thị (伊爾根覺羅氏), con gái của Ân Cách Lễ (恩格禮).
  - Khang thị (康氏), con gái của Khang Anh (康英).
  - Lý thị (李氏), con gái của Lý Hữu Tùng (李友松).

### Con trai
1. Long Đại (隆岱; 1692 - 1717), mẹ là Thứ thiếp Lý thị (con gái của Lý Hữu Tùng). Vô tự.
2. Long Vân (隆雲; 1697 - 1698), mẹ là Thứ thiếp Lý thị (con gái của Lý Hiếu). Chết yểu.
3. Long Dư (隆璵; 1697 - 1700), mẹ là Thứ thiếp Lý thị (con gái của Lý Hữu Tùng). Chết yểu.
4. Long Nhuy (隆綏; 1698 - 1765), mẹ là Thứ thiếp Lý thị (con gái của Lý Hiếu). Vô tự.
5. Long Hà (隆霞; 1703 - 1710), mẹ là Thứ thiếp Lý thị (con gái của Lý Hiếu). Chết yểu.
6. Long Điều (隆調; 1705 - 1763), mẹ là Thứ thiếp Khang thị. Có ba con trai.